# Kékes ausztrálegér
A kékes ausztrálegér (Pseudomys glaucus) az emlősök (Mammalia) osztályának a rágcsálók (Rodentia) rendjébe, ezen belül az egérfélék (Muridae) családjába tartozó kihalt faj.

## Előfordulása
Ausztráliában, azon belül Új-Dél-Wales és Queensland államokban élt. Elég rejtélyes faj, nem sokat tudunk róla.

### Fordítás
Ez a szócikk részben vagy egészben  a   Blue-Gray Mouse című angol Wikipédia-szócikk ezen változatának fordításán alapul.  Az eredeti cikk szerkesztőit annak laptörténete sorolja fel. Ez a jelzés csupán a megfogalmazás eredetét és a szerzői jogokat jelzi, nem szolgál a cikkben szereplő információk forrásmegjelöléseként.